# Förderungspreis der Österreichischen Mathematischen Gesellschaft

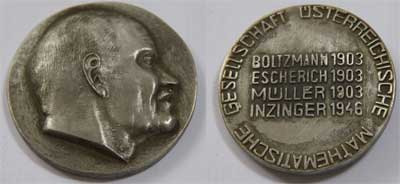
Ehrenmedaille

Der Förderungspreis der Österreichischen Mathematischen Gesellschaft ist der höchste österreichische Mathematikpreis. Er wird an  junge Mathematiker oder Mathematikerinnen, die in überdurchschnittlichem Maße durch ihre mathematische Forschung hervorgetreten sind vergeben. Ein wesentlicher Teil der Arbeiten muss in Österreich erbracht worden sein.
Der Förderungspreis wurde auf Antrag von Hans Hornich in der Vorstandssitzung 1955 eingerichtet und wird seit 1956 vergeben. Der Preis ist mit € 1.000 und einer Ehrenmedaille (die Vorderseite zeigt Rudolf Inzinger, die Rückseite erinnert an die Gründung der ÖMG) dotiert und ist mit einem Hauptvortrag beim nächsten ÖMG-Kongress verbunden.

## Preisträger
- 1956 Wilfried Nöbauer
- 1958 Heinrich Brauner
- 1959 August Florian
- 1967 Fritz Schweiger, Hans Vogler
- 1968 Peter Flor, Peter Gruber
- 1970 Hans Lausch
- 1971 Peter Gerl
- 1972 Rainer Burkard
- 1980 Johannes Schoißengeier
- 1981 Johann Linhart, Viktor Losert
- 1982 Johannes Czermak
- 1983 Franz Peherstorfer
- 1984 Rudolf Taschner
- 1985 Helmut Prodinger, Robert Tichy
- 1986 Werner Georg Nowak, Anton Wakolbinger
- 1987 Wolfgang Woess
- 1988 Norbert Brunner
- 1989 Peter Kirschenhofer
- 1990 Christian Krattenthaler
- 1991 Christian Buchta
- 1992 Wolfgang Müller
- 1993 Michael Oberguggenberger
- 1994 Paul Müller
- 1996 Michael Drmota, Martin Goldstern, Gerhard Larcher, Norbert Seifter
- 1997 Peter Grabner
- 1998 Otmar Scherzer
- 1999 Gerald Teschl
- 2000 Norbert Mauser
- 2001 Andreas Čap
- 2002 Jörg Thuswaldner
- 2003 Michael Kunzinger
- 2004 Monika Ludwig, Manfred Einsiedler
- 2005 Josef Teichmann
- 2006 Friedrich Pillichshammer
- 2007 Bernhard Lamel
- 2008 Clemens Heuberger
- 2009 Alois Panholzer
- 2010 Arne Winterhof
- 2011 Christof Sparber
- 2012 Mathias Beiglböck
- 2013 Franz Schuster
- 2014 Christoph Haberl
- 2015 Christoph Aistleitner
- 2016 Aleksey Kostenko
- 2017 Michael Eichmair
- 2018 Vera Fischer
- 2019 Christopher Frei
- 2020 Julian Fischer
- 2021 Karin Schnass, Joscha Prochno
- 2022 Sandra Müller, Oliver Roche-Newton
- 2023 Daniel Smertnig
- 2024 Matthew Kwan
- 2025 Juan P. Aguilera